# Szung-dinasztia

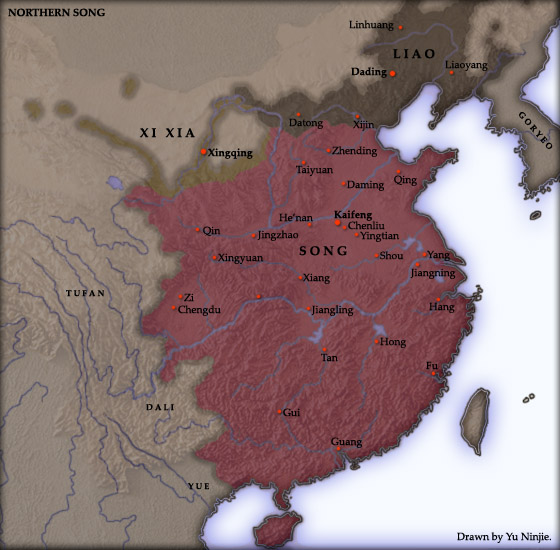
Az Északi Szung birodalom kiterjedése 1111-ben

A Szung-dinasztia (宋朝; pinjin, hangsúlyjelekkel: Sòng Cháo; Wade-Giles: Sung Ch'ao; IPA: sʊ̂ŋ tʂʰɑ̌ʊ̯) volt a Kínában 960 és 1279 között a hatalmat gyakorló uralkodóház. Uralkodását az öt dinasztia és a tíz királyság kora előzte meg, utána pedig a mongol Jüan (Yuan)-dinasztia vette át a hatalmat. A sinológusok a Tang-dinasztia aranykorához viszonyítva a középkori Kína „ezüstkorának” is nevezik.
A Szung (Song)-dinasztia idején Kína hatalmas társadalmi-gazdasági fejlődésen ment keresztül. A rizstermelés elterjedésén alapuló demográfiai forradalom révén Kína a korabeli világ messze legnépesebb országa lett. Létrejött az egységes piac, ekkor és itt bocsátottak ki a világon első alkalommal papírpénzt. Felállították az első kínai állandó hadiflottát, először alkalmazták a puskaport katonai célokra, és megalkották az iránytűt az északi irány meghatározására. A gazdaság állami, központi ellenőrzése enyhült, a piacgazdasági erők önállóbban tudtak működni. A helyi közigazgatás és a földbirtokosok szerepe, aktivitása nőtt. A kinevezett hivatalnokok a korábbiaknál nagyobb mértékben támaszkodtak az iskolázottabb szakemberek tanácsaira.
A társadalmi élet megélénkült, a gazdagok érdeklődtek a művészetek iránt és vásárlásaikkal támogatták az alkotókat. A lakosság széles rétegei vettek részt a nagy ünnepségeken. Terjedtek a magánjellegű klubok, a városokban szórakoztatóipari negyedek alakultak ki. Az irodalom terjedését nagyban elősegítette a már korábban feltalált nyomtatás elterjedése. A tudományok és a technika nagy fejlődésnek indult. A filozófusok (Cseng Ji (Cheng Yi), Csu Hszi (Zhu Xi)) buddhista hatást tükröző kommentárjaikkal megújították a konfucianizmust. A császári vizsgák már régebben létező rendszere a korábbiaknál fontosabb szerepet kapott a bürokrata-értelmiségi elit képzésében, lehetővé tette az egységes tisztviselői kar kialakulását.
A korszak két szakaszra oszlik. Az Északi Szung (Song) idején (北宋, 960–1127), a főváros az észak-kínai Piencsing (Bianjing) (ma Kajfeng (Kaifeng)) városában volt és a dinasztia hatalma kiterjedt a tulajdonképpeni Kína csaknem egész területére. A Déli Szung (Song) (南宋, 1127–1279) azért jött létre, mert Kína északi részét a dzsürcsi Csin-dinasztia (1115–1234) (Jin-dinasztia (1115–1234)) hódította meg, a Szung (Song) császárok hatalma visszaszorult a Jangcétől délre, fővárosa pedig Lin'an (a mai Hangcsou (Hangzhou)) lett. Bár elvesztette a kínai civilizáció egyik bölcsőjét, a Sárga-folyó vidékét, a Déli Szung (Song) gazdasága még virágzott, uralma kiterjedt a kínai lakosság mintegy 60%-ára és a művelhető területek nagy részére. Hangcsou (Hangzhou) egymilliós lakosságával a világ messze legnagyobb városa lett. A Déli Szung (Song) idején különösen megerősödött Kína tengeri hatalma, a flotta távoli vizekre is eljutott.
A Szung (Song) uralkodóházat a hagyományos kínai történetírás gyengének tartotta, hiszen ez volt az első olyan dinasztia, amely behódolt a szomszédos barbár államoknak és lemondott egyes ősi kínai területek birtoklásáról. A Szung (Song)okra támadó „barbár” államok azonban számos területen átvették a kínai civilizáció vívmányait (főleg az államszervezésben és a haditechnikában), így a Szung (Song)oknak a sajátjukéhoz hasonló szervezettségű és haderejű, félig-meddig kínai államokkal kellett hadakozniuk.

## Története

### Az ÉszakiSzung(Song), 960–1127
Az Északi Szung (Song), (Pej Szung (Bei Song)) időbeli, nem pedig térbeli fogalom. A Szung (Song)-dinasztia első korszakát jelenti, amikor az Belső-Kína túlnyomó részére kiterjedt és fővárosa a Jangcétól északra volt.

#### Az ország egyesítése

Taj-cu (Tajzu) császár (960–976), a Szung (Song) dinasztia alapítója (korabeli udvari festmény)

A Késői Csou (Zhou)-dinasztia volt az utolsó az Öt dinasztia korszakában, amely a Tang-dinasztia 907-ben történt bukását követte. 960-ban a Csao Kuang-jin (Zhao Kuangyin) nevű hadvezér öccse, Csao Kuang-ji (Zhao Kuangyi) és más katonai vezetők támogatásával átvette itt a hatalmat. Az ország nevét Szung (Song)ra változtatta, és Taj-cu (Tajzu) néven császárrá (960–976) kiáltatta ki magát. Fővárosa Kajfeng (Kaifeng) volt. A hatalom megragadása után fő céljául a birodalom egyesítését tűzte ki a fél évszázados megosztottság után. Mintegy 15 év szívós küzdelem után meghódította a Nanping, Vu-jüe (Wuyue), Déli Han, Késői Su (Késői Shu), és Déli Tang államokat délen csakúgy, mint az Északi Hant.
Tehetséges hadvezérei, mint Jang Je (Yang Ye) (meghalt 986-ban), Liu Tingzsang (Liu Tingrang ) (929–987), Cao Pin (Cao Bin) (931–999) és Hujan Can (Huyan Zan) (meghalt 1000-ben) révén, a korai Szung (Song) hadereje domináns erővé vált Kínában. Számos katonai újítást alkalmaztak, mint a pontonhíd a Jangcén végrehajtott átkelés során 974-ben valamint a nehéz íjászok tömeges alkalmazása a Déli Han hadseregének félelmetes harci elefántjai ellen 971. január 23-án. Ez a csata a Déli Han behódolásával ért véget, és egyben felszámolta az első és utolsó kínai reguláris harcielefánt-egységet.
A dinasztia 1346-ban Hangcsou (Hangzhou)ban nyomtatásban megjelent hivatalos története, a Szungsi (Songshi) szerint a harcok befejezése után a császár bankettre hívta hadvezéreit, és arra biztatta őket: vonuljanak vissza birtokaikra, élvezzék megszerzett anyagi javaikat, és így kerüljék el azt a gyanút, hogy esetleg a császár hatalmára törnek. Másnapra a hadseregparancsnokok mindannyian benyújtották lemondásaikat, és a császár bőkezű ajándékaival visszavonultak távoli birtokaikra, ahol magas hivatalokat kaptak. (Mint láttuk, Szung Taj-cu (Song Tajzu) császár maga is katonai hatalomátvétellel került trónjára.)
A történet valósságát azonban megkérdőjelezi, hogy Belső-Kína egyesítését a dinasztiaalapító 976-os halála után csak az öccse, Csao Kuang-ji (Zhao Kuangyi), azaz Taj-cung (Taizong) császár (976–998) fejezte be. Utolsó hódítása délen 978-ban, a mai Hangcsou (Hangzhou) és Sanghaj (Shanghai) környékén elterülő Vu-jüe (Wuyue) királyság volt. Ezután a Szung (Song) katonai erői észak felé fordultak és meghódították az Északi Hant 979-ben. A Tizenhat Prefektúra nevű, a mai Peking (Beijing)től nyugatra húzódó országrész meghódítása azonban már nem sikerült. Szung Taj-cung (Song Taizong) csapatai a mai Peking (Beijing) területén, a Kaoliang (Gaoliang) folyó menti csatában súlyos vereséget szenvedtek a Mandzsúriából terjeszkedő kitaj csapatoktól, és a terület a Liao állam része maradt. Ez a vereség politikailag nagyon káros volt Szung Taj-cung (Song Taizong) császár számára. Tábornokai helyette az unokaöccsét akarták a trónra ültetni, de a puccskísérlet kudarcot vallott. A Tang-dinasztia által valaha uralt közép-ázsiai területeket sem voltak képesek visszaszerezni. Mindenesetre a voltaképpeni kínai területek a Szung (Song)-ház uralma alá kerültek, ami, meglehetősen viszonylagosan, de némi nyugalmat biztosított a következő másfél évszázadra. Ez tette lehetővé a kilábalást a Tang-dinasztia „aranykora” utáni zűrzavarból, és a középkori Kína „ezüstkorának” létrejöttét.

#### Vetélkedés a Liao állammal

Taj-cung (Taizong) császár korabeli portréja

Az új állam viszonya északi szomszédjával, a kitaj Liao állammal folyamatosan feszült és konfliktusokkal terhes maradt, bár már 974-ben megkezdték a követek cseréjét a kínai újévi ünnepségek alkalmaival.
986-ban kiújultak az ellenségeskedések: a Szung (Song) egyszerre három hadsereget küldött Liao ellen, hogy különböző irányokból támadva érjenek el döntő győzelmet, de mindhárom hadsereget visszaverték. Ettől kezdve a Szung (Song) túlnyomórészt védekezésre kényszerült északi szomszédjával szemben. A két állam felújította diplomáciai kapcsolatait. 993 és 1004 között a Szung (Song) állam egy nagy árkot kezdett építeni az északi Hopej (Hebei) tartományban a Taihang hegységtől keletre egészen a Pohaj-tenger (Pohaj-tenger)ig. A „Nagy árok” tulajdonképpen csatornák sorozatából állt és feladata elsősorban a kitaj lovasság támadásainak megállítása volt. A Liao-dinasztia nyugtalansággal figyelte a fejleményeket, mert elsősorban attól tartott, hogy az új víziútvonal megkönnyíti majd a Szung (Song) támadó csapatainak mozgatását. A Liao állam már 999-től támadásokkal zaklatta az építkezést, de áttörő eredményeket nem tudott elérni. A Liao-dinasztia különösen a Kuannan (Guannan) körzetet szerette volna meghódítani Hopej (Hebei) északi részén, tekintettel az ottani stratégiai jelentőségű hágókra.

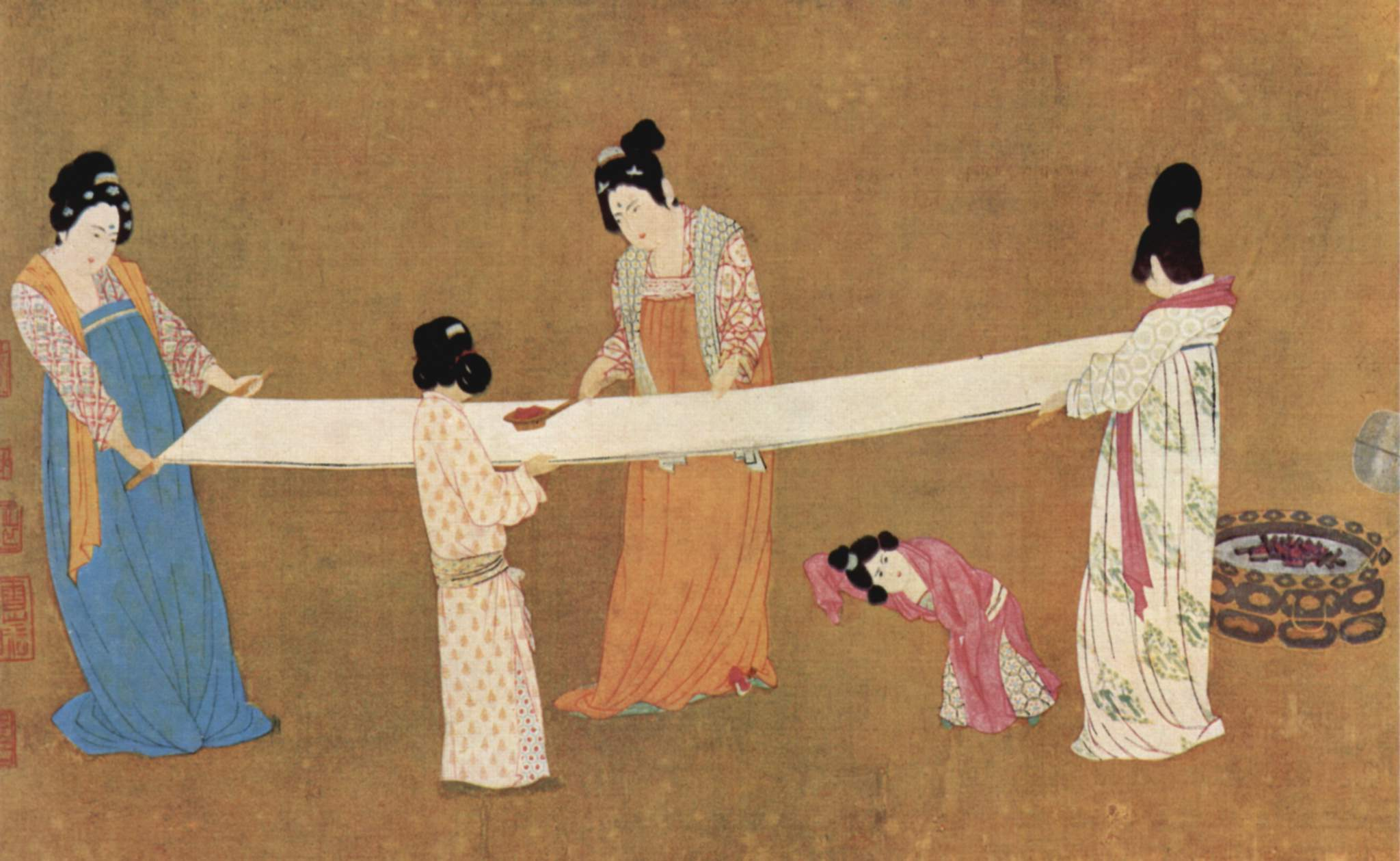
A 12. századi festményen selymet dolgoznak fel. A sanjüan (shanjuan)i béke értelmében a Szung (Song) többek között évi vég selymet küldött a Liao államnak.

1004-ben a Liao-dinasztia seregei mélyen behatoltak a Szung (Song) területére, egészen a fővárostól 100 kilométerre fekvő Sanjüan (Shanjuan)ig. Itt azonban patthelyzet alakult ki az utánpótlásától távol került Liao erők és a Szung (Song) csapatai között. A két fél végül 1005 januárjában békét kötött. A határokat a konfliktus előtti helyzetükben rögzítették, de a Szung (Song) évi 100 000 uncia ezüst és 200 000 vég selyem adó fizetését vállalta Az adó összegét 1042-ben 500 000 végre emelték. A Szung (Song) jól működő gazdaságát azonban nem terhelte meg túlzottan az adó, különös tekintettel arra, hogy az ezüst nagy részét visszanyerték az áruforgalom révén. A kínai áruk exportjával szemben ugyanis a Liao nem tudott saját árukat szállítani, csak a pénzt.
A két fél közötti kapcsolatok ezen a szinten konszolidálódtak egészen 1125-ig. A Szung (Song)-dinasztia császárai képzett követeket küldtek a Liao-dinasztia udvarába, köztük például a neves tudóst és államférfit, Szu Szung (Szu Szung)ot. A Szung (Song) ennek ellenére erősen fegyverkezett, hadserege létszámát 1022-re egymillió főre növelte. A katonai kiadások azonban így már az állami adójövedelmek háromnegyedét emésztették fel, szemben a Liaonak fizetett adó 2-3%-os terhével. Mindez nagy politikai vitákhoz vezetett a Szung (Song) császárok udvarában.

#### Kapcsolatok az északnyugati szomszéddal, a NyugatiHszia(Xia)állammal
A Szung (Song) birodalom már létrejöttekor, a 980-as években konfliktusba került a tangutokkal, akik az Ordosz vidékén éltek, és korábban a Tang-dinasztia fennhatósága alá tartoztak. A tangutok sikeresen álltak ellen a Szung (Song) központosító törekvéseinek, megőrizték függetlenségüket, sőt 1038-ban a mai Ninghszia-Huj Autonóm Terület (Ningxia) tartomány területén kínai mintára létrehozták a saját államukat, a Nyugati Hszia (Nyugati Xia) dinasztiát (Hszi Hszia-dinasztia (Xi Xia-dinasztia)). Li Jüan-hao (Li Yuanhao) tangut vezér Csing-cung (Jingzong) néven (1038–1048) felvette a császári címet és – nagyrészt kínai mintára – kialakította közigazgatását. Követeket küldött a Szung (Song) udvarba és kérte elismerését ebben a minőségében, valamint megtagadta a további adók fizetését. 1039-ben a Szung (Song) császár megtorlásul bezáratta a határmenti piacokat és díjat tűzött ki Csing-cung (Jingzong) fejére. A két állam között kiújuló, mindkét oldalon több tízezres áldozatokkal járó súlyos harcok nem hoztak döntő eredményt. Csing-cung (Jingzong) végül lemondott arról, hogy formálisan egyenrangúnak ismerje el őt a Szung (Song) császár, és beleegyezett abba, hogy udvarának ceremóniáit a Szung (Song) rendszere szerint alakítja ki, de a gyakorlatban megőrizte függetlenségét. A Szung (Song) 1043-ra katonai állomáshelyeket volt kénytelen kiépíteni a 480 kilométeres határon a mai Senhszi (Shaanxi) tartománytól Sanhszi (Shanxi) tartományig, összesen mintegy 200 császári és 900 helyi zászlóalj állomásoztatásával.
1067-ben Sen-cung (Shenzong) Szung (Song) császár trónra lépéséval újra nyílt háború tört ki a két fél között, és az 1070-es években a Szung (Song) átmenetileg jelentős területeket szerzett.
1093-tól újra erősödtek a fegyveres konfliktusok, és végül 1116-ra a Szung (Song) jelentősebb területeket tudott elhódítani a Nyugati Hszia (Xia) államtól. Ekkor sikerült a két állam határát a legnyugatibb vonalra kitolni.

#### A déli szomszédság – kapcsolatok a vietnámi állammal
A mai Vietnám északi része éppen ebben az időszakban, a 939 és 967 között fennállott Ngô-dinasztia idején vívta ki függetlenségét Kínától, mintegy 1000 éves, változó erősségű függés után. A Szung (Song) természetesen megpróbálta újra kínai befolyás alá vonni a területet és 981-ben háborút indított az akkor uralmon lévő vietnámi Korai Lê-dinasztia (980–1009) ellen, de a Bạch Đằng folyó menti csatában vereséget szenvedett. Nùng Trí Cao, egy helyi nemzetiségi csoport, a csuangák vezetője megpróbálta létrehozni saját független királyságát a kínai határ mentén, ami 1050-ben újra kiváltotta a Szung (Song) támadását. A kínaiak meghódították a szóban forgó területet, és így közvetlen érintkezésbe és konfliktusba kerültek a vietnámi Lý-dinasztiával (1010–1225), ami 1075-től 1077-ig tartott. Az összecsapásokat lezáró egyezmény rögzítette azt a határvonalat a két fél között, ami tulajdonképpen ma is érvényben van Kína és Vietnám között.

#### Az ÉszakiSzung(Song)társadalma
A dinasztia első uralkodói nagy erőfeszítéseket tettek a szilárd állami szerkezet kialakítására. A tartományok kezdetben katonai vezetőit polgári hivatalnokokkal, a körzeti szint felett központi kiküldöttekkel váltották fel. A legjobb helyi katonai erőket a központi hadsereghez csatolták. A központi kormányzaton belül viszont ágazatokat hoztak létre annak érdekében, hogy az egyes hatalmi ágak érdekei ne kerekedhessenek az uralkodói érdek fölé. A politikai, katonai és pénzügyi ágazatot közvetlenül a császári ház alá rendelték.
A politikai ügyekért a Titkárság felelt, élén az első miniszterrel. A katonai ügyeket a Katonai Tanács felügyelte, élén egy kancellárral. Maga a hadsereg három részre oszlott, mindhárom élén egy marsallal. A kincstár ügyeiért felelős kancellár rendelkezett az adók, az állami bevételek és kiadások felett. Volt még egy cenzori hivatal, élén a főcenzorral, ami tulajdonképpen a hivatalnokokat felügyelő belső ellenőrző szerv volt.
Ez a rendszer nagyon hatékonynak bizonyult a hatalmas államon belüli szeparatista törekvések, a helyi vezetők megerősödése és önállósulási szándékai ellen. A hatalom ilyen mértékű koncentrációja viszont csökkentette az egész államgépezet hatékonyságát, fokozta a korrupciót a hatalom legfelső köreiben, és talán ami a legfontosabb, az önállóság nagyfokú korlátozása miatt gyengítette a katonai erők harci képességeit.

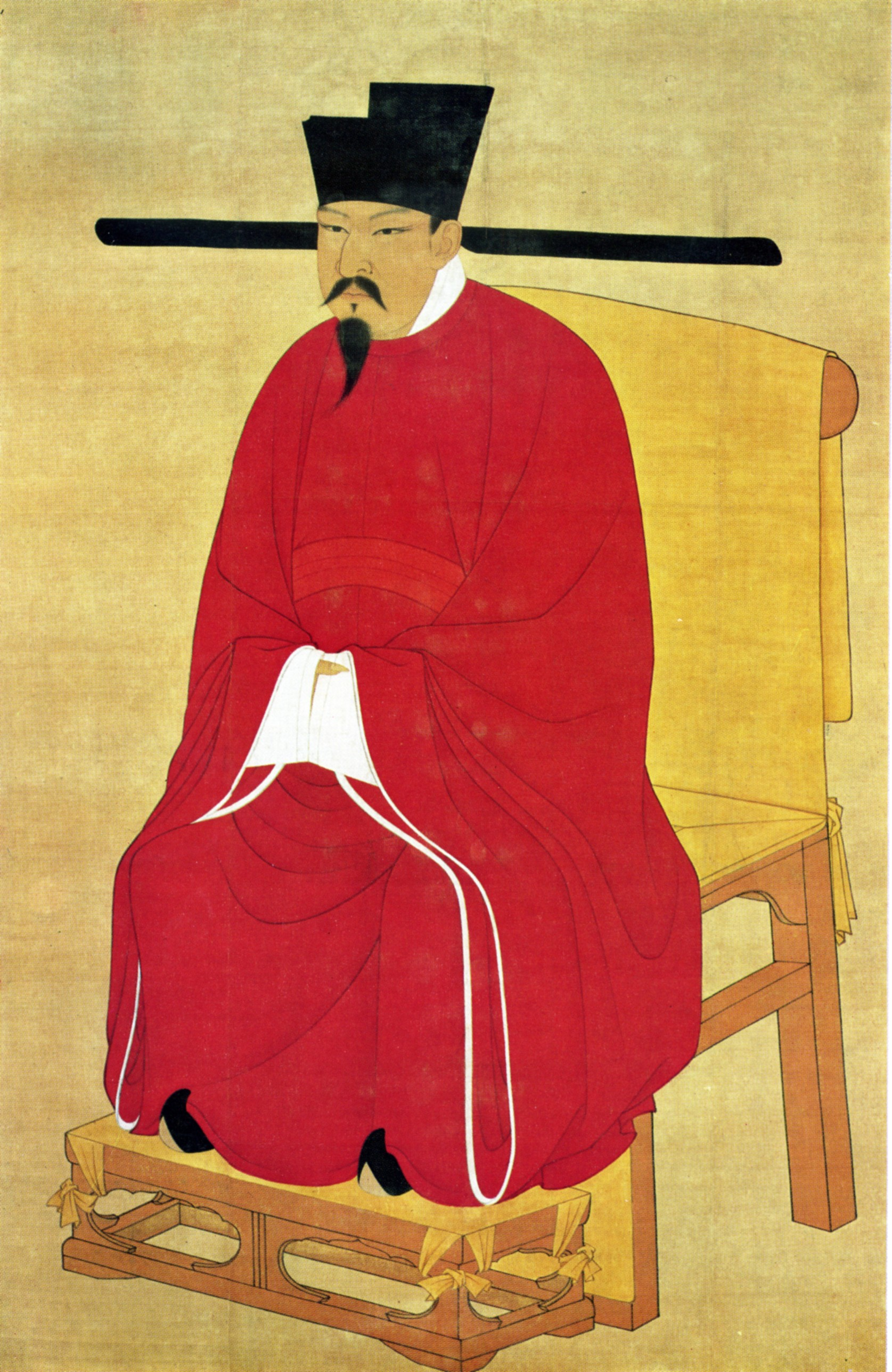
Sen Cung (Shen Zong) császár, Vang An-si (Wang Anshi) reformer kancellár ingadozó támogatója

A kínai kormányzat felső rétegeiben ebben az időszakban is szinte állandó volt a frakciók közötti küzdelem. Az alacsony, illetve közepes rangú hivatalnokok karrierje általában kiszámíthatóan alakult, a kormányzat felső köreiben azonban a szerencse nagyon is forgandó volt. Fan Csung-jen (Fan Zhongyan) (989–1052) kancellár reformok sorozatát vezette be 1043 és 1045 között, ami heves ellenállást keltett az udvar konzervatív körei részéről. A reformok fő célja az volt, hogy az alacsonyabb rangú hivatalnokok fizetésének emelésével csökkentse a korrupciót. A hivatalnoki utánpótlásban a közigazgatási képességeket helyezte előtérbe az udvari etikett ismeretével szemben. A konzervatívok azonban nem akarták hagyni veszélyeztetni pozícióikat és sikeresen fogtak össze a reformok megakadályozása érdekében.
A Kína szinte egész történetét végigkísérő parasztháborúk az Északi Szung (Song) korában sem maradtak el. A dinasztia az alapításakor – korábbi példákhoz hasonlóan – nagyszabású földosztást hajtott végre, de ezúttal különösen gyorsan végbement a földkoncentráció, s hamarosan parasztfelkelések törtek ki több területen. 993 és 995 között a mai Szecsuan (Sichuan) területén folyt egy jelentős parasztfelkelés, amely a teljes vagyonegyenlőség jelszavát tűzte a zászlajára. A hadsereg azonban leverte a felkelést, mintegy 30 000 paraszt esett el a harcokban.
Az Északi Szung (Song) korszakának középső szakasza, Csen-cung (Zhen Zong), Zsen-cung (Ren Zong), és Jing-cung (Ying Zong) császárok uralkodásának ideje (997-1067) már a hanyatlás időszaka volt. Az állami hivatalnoki apparátus, beleértve a katonai bürokráciát is, tovább duzzadt, a korrupció fokozódott. A parasztok egyre súlyosabb adópréstől szenvedtek, ennek ellenére az állami kincstár kiürült. Még gyakoribbá váltak a kisebb-nagyobb parasztfelkelések.
A dinasztia a súlyos külső és belső helyzetében igyekezett fokozni az ideológiai ellenőrzést a társadalom felett. Csen-cung (Zhen Zong) császár Konfuciusz tisztelete mellett ösztönözte a buddhizmus és a taoizmus térhódítását is, és a három vallási-filozófiai irányzat kombinálásával létrejött a neokonfucianizmus. Ennek az iskolának az egyik legkiemelkedőbb képviselője Csou Tun-ji (Csou Tun-ji) (1016–1073) volt. Kortársa, Csang Caj (Csang Caj) (1020–1077) az anyagelvű „vitalitást” tartotta a világmindenség lényegének, amit a jin-jang kölcsönhatása szabályoz.

Vang An-si (Wang Anshi) kancellár (1021–1086), hivatalban 1070–1086

Az Északi Szung (Song) bukását megelőző végső hanyatlás időszakában, Sen-cung (Shen Zong), Csö-cung (Zhe Zong), Huj-cung (Hui Zong) és Csin-cung (Qin Zong), császárok uralkodása alatt (1067–1127) között két erős politikai frakció harcolt egymással a magas tisztségviselők körében. Már Sen-cung (Shen Zong) idején felléptek a hanyatlást felismerő erők Vang An-si (Wang Anshi) politikai reformer vezetésével, akik Fan Csung-jen (Fan Zhongyan) nyomán új törvényeket követeltek a gazdaság és ezzel a társadalom fellendítésére. Szerintük a hatalom egy részét ki kellett venni az uralkodó osztály kezéből a mezőgazdasági termelés és ezzel a kormányzati bevételek növelése érdekében.
Főbb törekvéseik a következők voltak:
- Olcsó hitelek a parasztok számára, a robot helyett pénzbeli adóztatás. A földesúri uzsorakölcsönök megtiltása.
- A tea, só és bor kereskedelmének állami monopóliummá nyilvánítása.
- Új földmérési rendszer bevezetése a földadók pontosítása érdekében.
- Helyi milíciák létrehozása az 1022-re egy milliósra duzzadt központi hadsereg költségeinek csökkentése érdekében.
- Állami fegyverkezési hivatal létrehozása a költségek csökkentése és a minőség biztosítása érdekében (1073).
- Pénzügyi tervező bizottság létrehozása a reformok felgyorsítására.
- A költészet törlése a köztisztviselői vizsgák sorából a gyakorlatiasabb ismeretek előtérbe helyezése érdekében.

1070 és 1074 között a reformerek, Vang An-si (Wang Anshi) miniszterelnöksége alatt meg is tudták valósítani számos elképzelésüket, de később a konzervatív erők – egyik vezetőjük Sze-ma Kuang (Sima Guang), a nagy történetíró volt – meg tudták győzni az ingadozó császárt a változtatások helytelenségéről. Sen Cung (Shen Zong) császár halála, 1085 után a konzervatívok és a reformerek felváltva jutottak hatalomra a kormányzatban.
A reformerek és konzervatívok közötti gazdaságpolitikai küzdelem akadémiai síkon is tükröződött. Vang An-si (Wang Anshi) filozófiai materialista volt. Szerinte a világmindenség lényege az „ősi életerő”, amelynek mozgását a természeti törvények szabályozzák. Bár ezeket a törvényeket az ember nem változtathatja meg, azokat figyelembe véve azonban átveheti a kezdeményezést és nem kell megadnia magát az úgynevezett „sors”-nak. Sen Kuo (Shen Kuo), a kor nagy polihisztor tudósa szintén materialista és reformpárti volt. Velük szemben Sze-ma Kuang (Sima Guang) konzervatív politikus és idealista filozófus volt, aki a sors elkerülhetetlenségének hitét hirdette. Az ő hívei voltak Cseng Hao (Cheng Hao) és Cseng Ji (Cheng Yi) neves filozófusok, a nekonfucianizmus kidolgozói is, akik gyakran a Cseng-testvérek néven szerepelnek a kínai filozófia történetében. Az ő tanításuk szerint egyetlen közös értelem, ok uralkodik az egész világmindenségben, minden anyagi ennek van alárendelve. Társadalmilag mindenkinek el kell fogadnia az adott helyét a társadalomban, teljesíteni kell kötelességeit, meg kell felelnie ennek a felső értelemnek.
Az Északi Szung (Song) korszakának utolsó szakaszát a reformer és a konzervatív erők közötti küzdelem jellemezte, amelyben egyik fél sem tudott teljes győzelmet aratni. Huj-cung (Huizong) császár idejére a frakcióharcok elcsendesültek, de ennek csak az általános korrupció fokozódása és a paraszti tömegek kizsákmányolásának súlyosbodása lett az eredménye. Ez aztán, mint annyiszor korábban, parasztlázadásokhoz vezetett. 1120-ban a manicheista Fang La vezetésével tört ki egy nagy felkelés a mai Csöcsiang (Zhejiang) tartomány területén. A lázadók serege alig egy év alatt milliósra növekedett, de végül is vereséget szenvedett. Ekkor játszódott le az a Szung Csiang (Song Jiang) vezette felkelés is, akiről a Vízparti történet című híres Ming-kori regény, a kínai irodalom négy legfontosabb klasszikus regénye közül az egyik szól.

#### Az ÉszakiSzung(Song)bukása
A Szung (Song) viszonyát északi szomszédjával, a kitaj Liao állammal a dinasztia hatalomra jutásától fogva a kemény vetélkedés jellemezte. A 12. század elején egy új nép csillaga emelkedett fel a Liao államtól északabbra, a dzsürcsiké, akik a későbbi mandzsuk elődei voltak. Lótenyésztésükről voltak híresek, évi 10 000 lovat adtak el a Szung (Song) és a Liao államoknak. Emellett a kalózkodásról is nevezetesek voltak, 1019-ben megsarcolták a japán partokat. A dzsürcsik vezére 1115-ben császárrá kiáltotta ki magát, s megalapította saját dinasztiáját (Csin-dinasztia (1115–1234) (Jin-dinasztia (1115–1234)); 金朝, "Arany-dinasztia"; a korábbi két Csin dinasztiától megkülönböztetendő, a szakirodalom latin betűkkel gyakran Kin-nek vagy Jinn-nek írja át). Megalakulása után a Csin (Jin) állam rátámadt a kitajokra. A Szung (Song) vezetői úgy vélték, hogy a fiatal állam hasznos szövetségesük lehet régi ellenségükkel folytatott küzdelmükben, és segítségével megtörhetik a Szung (Song) és a Liao között kialakult patthelyzetet, ezért megállapodtak a dzsürcsikkel, s délről ők is megtámadták Liaót.
A Szung (Song) császári trónján 1101 és 1126 között Huj-cung (Huizong) császár ült, akit jobban érdekelt a festészet, mint a kormányzás. Igazi művészember volt, uralkodása alatt fellendült a kínai festészet és kalligráfia. A hadászathoz azonban nem értett, és el is hanyagolta azt. Így a Szung (Song) hadereje nem tudott komoly támogatást nyújtani a dzsürcsiknek, azok viszont az 1122-től 1125-ig tartó háborúban enélkül is megsemmisítették a Liao államot. (A kitajok egy része Jelü Ta-si (Yelü Dashi), a dinasztia egy hercege vezetésével Közép-Ázsiába menekült, ahol a mai Tokmok környékén létrehozta a Nyugati Liao államot, ami még 90 évig állt fenn és végül a mongol hódítás áldozata lett). Amikor a dzsürcsik már a Szung (Song) határán álltak, felismerték, hogy ez a gyenge dinasztia nem képes a védekezésre, és folytatták a háborút volt szövetségesük ellen. Első támadásukat Kajfeng (Kaifeng) ellen a Szung (Song) még el tudta hárítani kemény védekezéssel, valamint hatalmas kenőpénzek fizetésével a támadók számára. A kudarcok nyomán Huj-cung (Huizong) császár lemondott a trónról egyik fia, Csin-cung (Qinzong) javára. Az új császár kivégeztette azt az eunuch tábornokot, aki kezdeményezte a szövetség kötését a dzsürcsikkel. A katonai szerencsét azonban így sem sikerült megfordítani. A dzsürcsik hadigépekkel felszerelkezve újra megtámadták a 48 000 katona által védett Kajfeng (Kaifeng) fővárost és két hónapos ádáz harcok után 1127-ben sikerült is elfoglalniuk azt. Hatalmas hadizsákmányt szállítottak északra, közte a császári főváros iparosait, a császári udvar mintegy 3000 tagját, köztük mindkét Szung (Song) császárt is, akik hosszú évek megalázó rabsága után haltak meg. A dzsürcsik által uralt, de fokozatosan elkínaiasodó Csin (Jin) dinasztia 1234-ig, a mongol hódításig állt fenn Kína északi részén.

### A DéliSzung(Song)(1127–1279)
Kajfeng (Kaifeng) elfoglalása után a dzsürcsik folytatták Észak-Kína maradék részeinek meghódítását. A Szung (Song)-dinasztia egy megmenekült hercege, aki addig vidéki helytartó volt, 1127-ben felvette a császári címet Kao-cung (Gaozong) néven és ideiglenes fővárosát Nankingban rendezte be. A Jin dinasztia csapatai megálltak a Jangce mentén, bár egy ideig még azon is át-átcsaptak. Később a Szung (Song) erőinek sikerült stabilizálni a határt a két állam között az északabbra fekvő Huaj (Huai) folyó mentén, vagyis Észak- és Dél-Kína hagyományos határán. Ezután a Szung (Song) kormányzat nagy betelepítő programokat indított, amelyek során a túlnépesedett déli tartományok földnélküli parasztjait a Jangce és a Huaj (Huai) között fekvő, a harci események következtében megürült mezőgazdasági területekre irányította.

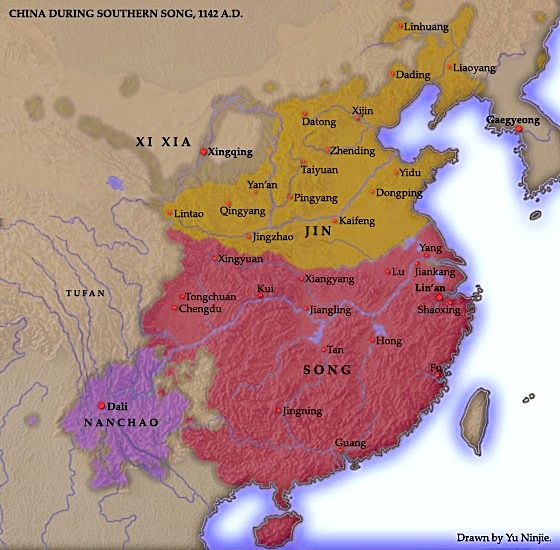
A Déli Szung (Song) 1142-ben

A mongol birodalom növekedése a 13. század folyamán. A végső szakaszban a Kínát uraló Jüan-dinasztia területe lila színnel van jelölve.

1129-ben Kao-cung (Gaozong) császár a mai Hangcsou (Hangzhou)t jelölte ki ideiglenes fővárosként. (A városnak találóan a Lin'an (臨安) – "Átmeneti Nyugalom" – nevet adta). A hely kiválasztásában a város híres természeti szépsége mellett szerepet játszott az is, hogy tavak, iszapos rizsföldek vették körül, ami jó védekezési lehetőséget biztosított a Csin (Jin)-dinasztia lovas csapatai ellen. Ennek ellenére Hangcsou (Hangzhou), Nankinggal együtt, sok pusztítást szenvedett el a háború idején, később azonban az északi menekültek betelepítésével újra benépesültek, sőt a betelepülők száma meg is haladta a régi lakosokét. Bár a Szung (Song) császárok továbbra is ideiglenesnek tekintették a fővárost, a lakosság növekedése és a politikai helyzet alakulása megkövetelte a város fejlesztését. Megkezdődött a Déli Szung (Song) (Nan Szung (Nan Song)) korszaka. A lakosság száma 1275-ig tartó száz év alatt megkétszereződött és meghaladta az egymilliót.
A Déli Szung (Song) idején folytatódott a dinasztiának az a korábbi hagyománya, hogy az uralkodók gyanakvással tekintettek a saját sikeres hadvezéreikre és gyakran jobban tartottak tőlük, mint az ellenségtől. A Déli Szung (Song) és Csin (Jin) között 1127-től az 1141-es békeszerződés megkötéséig folyó háborúskodás két kínai főszereplője Csin Kuj (Qin Gui) kancellár és Jüe Fej (Yue Fei) tábornok volt. A dzsürcsikkel jó kapcsolatokat ápoló Csin Kuj (Qin Gui) mindenáron békét akart kötni a Csin (Jin) állammal, ezért felesleges engedményeket is tett. A paraszti származású Jüe Fej (Yue Fei) viszont mindenképpen folytatni akarta az ellenállást, és több győztes csatát vívott a Csin seregek ellen szülőföldje, Észak-Kína felszabadítása érdekében. Csin Kuj (Qin Gui) végül 1142-ben megmérgeztette Jüe Fej (Yue Fei)t, hogy az ne veszélyeztesse a békét. A szerződésben a Szung (Song)ok lemondtak Észak-Kínáról, és óriási hadisarc fizetését vállalták. Csin Kuj (Qin Gui) azóta a kínaiak szemében a hazaárulás megtestesítője, míg Jüe Fej (Yue Fei)t az egyik legnagyobb nemzeti hősüknek tartják. Hangcsou városában ma is áll Jüe Fej (Yue Fei) sírdombja, ami nemzeti kegyhely, mellette pedig Csin Kuj (Qin Gui) térdeplő szobra látható, ezt sok erre járó kínai szertartásosan leköpi.
A békekötés után élénk kereskedelem folyt a két állam között. A Csin (Jin) állam jelentős mennyiségű teát, rizst, sőt könyveket és sok más cikket importált a Szung (Song) államból. Ebből olyan jövedelem származott, ami messze meghaladta a békeszerződés értelmében fizetendő évi adót. Hajlingvang (Hailingwang), a Csin (Jin)-dinasztia ekkoriban uralkodó (1150–1161) jelentős császára ezért újabb támadást indított a Déli Szung (Song) ellen. 600 hajón 70 000 főnyi sereget indított el a Jangcén, de a sokkal kisebb, 120 hajóból és 3000 főből álló Szung (Song) hajóhad – olyan haditechnikai újításokat is alkalmazva, mint a katapultokból hajított puskaporos bombák – megsemmisítette a támadókat. Közben lázadások is kitörtek a Csin (Jin) államban, és a császárt is meggyilkolták. 1164-ben új békét kötött a két állam, ami négy évtizedre biztosította a nyugalmat a két fél között.

#### A mongol fenyegetés
A 13. század első évtizedében új hatalom emelkedett fel északon, a mongoloké. Dzsingisz kán 1211-ben már átfogó támadást indított a Csin (Jin) ellen. A mongol nép ebben az időszakban nem számlálhatott többet 1,5 millió főnél, de soraikat hamarosan a dzsürcsi uralommal elégedetlen kitajok és han-kínaiak is gyarapították. 1214-ben békét kötöttek, amelynek értelmében a Csin (Jin) a mongolok vazallus állama lett. A Csin (Jin)-dinasztia megpróbált védekezni a kor emelkedő szuperhatalma, a mongolok ellen, és délebbre helyezte fővárosát, a mai Pekingből Kajfeng (Kaifeng)be. Dzsingisz kán azonban ezt lázadásnak értékelte és újabb támadást indított, felégette Pekinget.
A Szung (Song)-dinasztia ezúttal is rosszul mérte fel a stratégiai helyzetet és az ősi kínai elvnek megfelelően, miszerint a „szomszédom (túlsó) szomszédja a barátom”, a mongolokkal szövetkezett régi ellensége, a Csin (Jin)-dinasztia ellen. Ugyanazt a hibát követték el, mint az Északi Szung (Song) bukása előtt, amikor a kitajok ellenében a túl erős dzsürcsik szövetségét keresték. A maradék kis Csin (Jin) állam egy ideig egyszerre küzdött a mongolok és a Szung (Song) ellen. Egy 1232-es beszámoló szerint hősiesen és sikeresen védték fővárosukat a mongolok ellen, mégpedig robbanó bombák és lángszórók bevetésével. 1233-ban azonban Kajfeng (Kaifeng) elesett és a következő évben a Csin (Jin)-dinasztia végleg elbukott.
A Csin (Jin) főváros ostroma idején a Szung (Song) többek között több tízezer szekér gabonával támogatta az ostromló mongolokat. A Csin (Jin) bukása után meg kívánták szerezni jutalmukat és hadvezéreik megtámadták a mongolokat, hogy visszafoglalják ősi fővárosaikat, Kajfeng (Kaifeng)et, Lojang (Luoyang)ot és Csangan (Chang'an)t. Ezek a városok azonban a háború nyomán elvesztették gazdasági jelentőségüket és katonailag alig védhetők voltak. A szövetség megtörése miatt pedig Ögödej csapatai 1236-ban meghódították Szecsuan túlnyomó részét, valamint elfoglalták Csengtu (Chengdu)t és több mint egy millió kínait öltek meg.
Az Európától a Közép-Keleten át Koreáig harcoló mongolok lekötöttsége lélegzethez juttatta a Déli Szung (Song)ot. A támadások következő hullámára 1253–54-ben került sor, amikor Möngke nagykán elküldte öccsét, Kubilájt a mai dél-kínai Jünnan (Yunnan) tartomány területén lévő Dali királyság meghódítására. Ezt követően maga Möngke is hadba lépett a Déli Szung (Song) ellen 1259-ben, de a hadjárat során meghalt. A halálát követő belső mongol küzdelmek újra könnyítették a Szung (Song) helyzetét. A következő nagyobb támadásra csak 1265-ben került sor, amikor Kubiláj Szecsuanban vereséget mért a Szung (Song) csapatokra és 147 hajót is zsákmányolt tőlük.
A Szung (Song)-dinasztia kormányzata, felismerve a halálos veszélyt, nagy erőfeszítéseket tett védelmi képességeinek növelésére. Csia Sze-tao (Jia Sidao) kancellár reformokat vezetett be a korrupció ellen, és nagyobb áldozatokat követelt a vagyonosoktól is a védekezés céljaira. Ez elégedetlenséget okozott az uralkodó osztályon belül, amit Kubiláj kihasznált a maga javára. 1264-ben már megalapította a maga dinasztiáját Jüan (Yuan) (kínaiul „ősi”) néven a mai Peking helyén lévő Tatu (Dadu) városában, és kínai tanácsadókkal vette körül magát. Földet és vagyont adományozott a Szung (Song)-dinasztia dezertőreinek, foglyokat bocsátott szabadon és más gesztusokat tett.
Közben a harci cselekmények is folytatódtak. Kubiláj erői 1268-tól 1273-ig ostromolták Hsziangjang (Xiangyang) erőd-városát a Han folyó partján, amely az utolsó nagyobb akadály volt a Jangce termékeny völgye felé vezető útjukban. A Szung (Song) erői többször is megpróbálták megtörni a blokádot, de mindannyiszor véres vereséget szenvedtek Kubiláj „nemzetközi” csapataitól, amelyek nagyrészt kínaiakból, emellett dzsürcsikből, koreaiakból, ujgurokból, mongolokból, közel-keleti muzulmánokból álltak. A sikeres ostrom után Kubiláj a kínai Si Tien-cö (Shi Tianze) tábornokra és Baján mongol hadvezérre bízta csapatainak irányítását, de Si Tien-cö (Shi Tianze) meghalt már 1275-ben. Ekkor Baján egy 200 000 fős, nagyrészt kínaiakból álló sereget kapott a Szung (Song) elleni támadásra.

#### A végső ellenállás
1275 márciusában Baján csapatai legyőzték Csia Sze-tao (Jia Sidao) kancellár 130 000 fős seregét. 1276-ra a Jüan (Yuan) hadsereg meghódította a Szung (Song) csaknem teljes területét, beleértve a fővárost, Hangcsout is. Hszie (Xie) anyacsászárnő (1208–1282) hiába próbált tárgyalni Bajánnal, meg kellett adnia magát. Kubiláj ennek nyomán megtiltotta a további fosztogatást és hercegi címet adományozott a gyermek Kung (Gong) császárnak, akit azonban végül Tibetbe száműztek és ott 1296-tól szerzetes lett. Az udvar egy része a császár két testvérével a tengerpartra menekült és ott folytatta az ellenállást, de hamarosan egymás után meghalt a két gyermek-császár és 1279-re a mongolok leverték az utolsó ellenállókat is.
Kubiláj kán Kína történetének első külföldi uralkodójaként, a mongol Jüan-dinasztia (Yuan-dinasztia) alapítójaként egyesítette uralma alatt a tulajdonképpeni Kínát, Mongóliát, Tibetet, Mandzsúriát, Koreát.

## Kína gazdasága aSzung(Song)korában

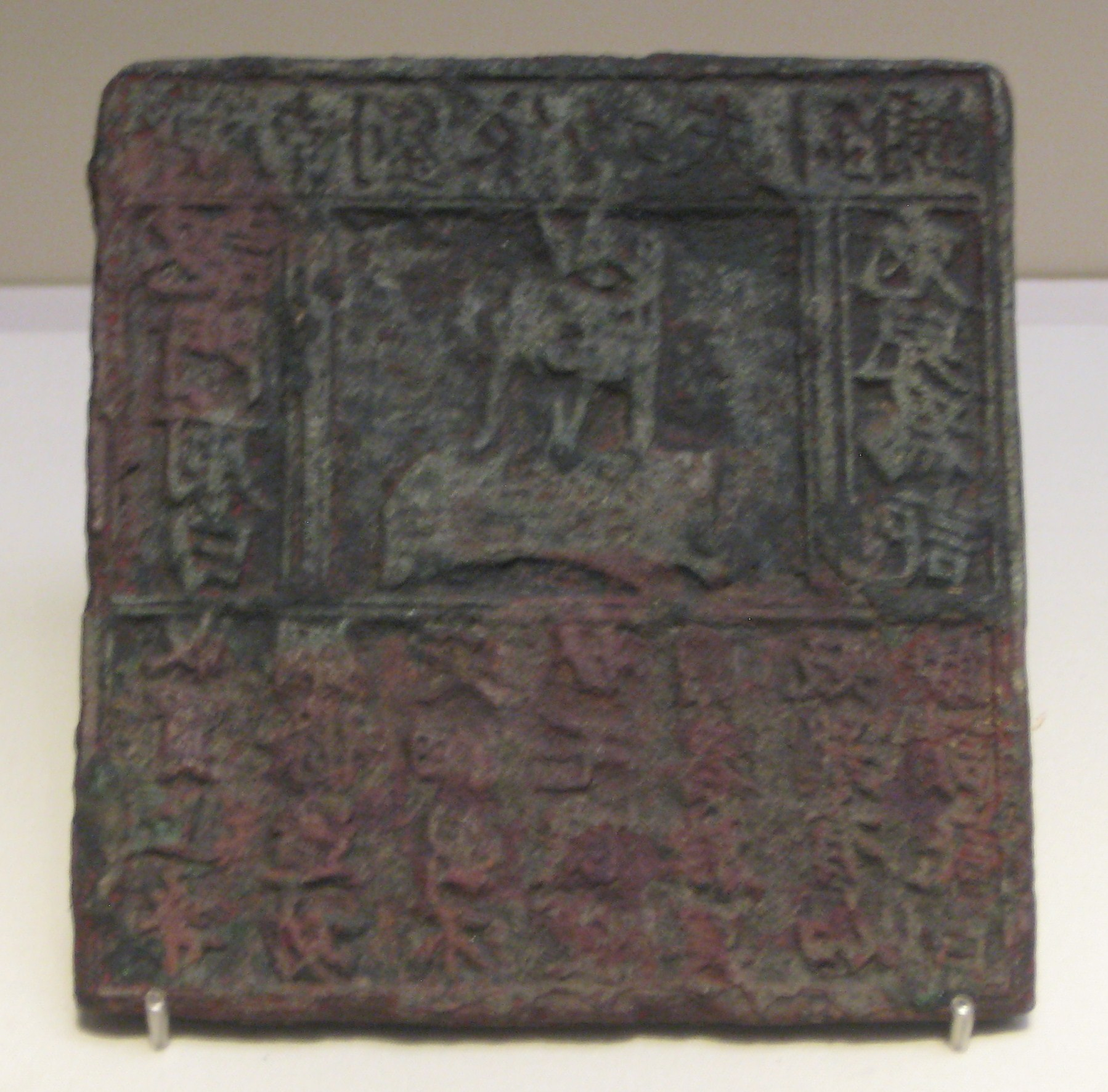
A csinani (jinani) Liu család boltjának hirdetése bronz nyomótáblán a Szung (Song)-korból. A történelem első ismert reklámja.

A kínai gazdaság Szung (Song)-kori fellendülését az öntözéses rizstermesztésnek már az előző korszak végén megindult rohamos elterjedése alapozta meg. Az addig csak a Jangce torkolatvidékén alkalmazott módszerek az érdekeiket jól felismerő földbirtokosok hathatós támogatásával gyorsan eljutottak Dél-Kína minden arra alkalmas mezőgazdasági területére és közvetlenül hozzájárultak a nagy léptékű demográfiai és gazdasági növekedéshez. A korabeli hivatalos népszámlálás szerint az ország lakossága mindössze 40 év alatt, 1060 és 1100 között, csaknem megkétszereződött, és az Északi Szung (Song)-kor végére elérte a százmilliót.
A könyvnyomtatás fejlődésével az új ismeretek gyorsan elterjedtek. A fajtanemesítés eredményeit jól példázza, hogy a Jangce vidékén 43 új rizsfajtát alkalmaztak a különböző célokra és talajokra. Széles körben használták a vasból készült elemeket is tartalmazó északi ekét, elterjedtek az önjáró merítőkerekek és más öntözési eszközök.
Az iparban a textilipar járt az élen, ahol már bonyolult gépezeteket használtak. A Szung (Song)-korban tizenkétszer annyi vasércet és harmincszor annyi rézércet termeltek, mint a Tang-dinasztia idején, de így is állandó probléma volt a fémhiány. Egyre terjedt a szén használata is.
Kialakult a nagyüzemi hadiipar is. Egy fővárosi hadiüzem már a dinasztia kezdetén 16,5 millió nyílhegyet állított elő évente. 1160-ra a központosított fegyvergyártás termelése, a tartományi gyártáson kívül, évi 3,24 millió különböző fegyvert tett ki.
A mezőgazdaság eltartó képessége gyorsan növekedett, széles rétegek jöhettek létre, amelyek már nem kötődtek közvetlenül a földműveléshez. Megnőtt a városi lakosság aránya, a kereskedelem már nemcsak luxuscikkek adásvételére korlátozódott, hanem a széles néprétegek is a piacra vitték feleslegeiket, ott vásárolták meg szükségleteik egy részét, mert termelésüket a korábbi önellátással szemben már szakosították.
A kereskedelem fejlődése és a fémhiány miatt megjelentek először a papírpénz szerepét is játszó váltók, majd az igazi papírpénz is. A korabeli közgazdászok meglehetősen pontosan felismerték a papírpénz alkalmazásának szigorú feltételeit, de a kormányzat hibái miatt hamarosan bekövetkezett az első infláció is. Ezt még tudták korrigálni, de a dinasztia összeomláskor olyan papírpénz-infláció következett be, amely évszázadokra lehetetlenné tette a papírpénz újbóli bevezetését, a lakosság bizalmának elvesztése miatt.
A rizstermelés forradalmára alapuló gazdasági fellendülés elsősorban délen érvényesült, különös tekintettel az északi barbár befolyásra is. Az ország demográfiai és gazdasági súlypontja délre tolódott. Nem csak a lakosság vagy a gazdaság, hanem a társadalmi élet, a művészetek, a szórakozás, az intézmények és a technika révén is Kína ebben a korszakban vitathatatlanul a világ legfejlettebb országa volt, így ekkoriban volt némi alapja annak a kínaiak körében sokáig élő sztereotípiának, miszerint a világ többi részét barbárnak tekintették.

### A hajózás fejlődése

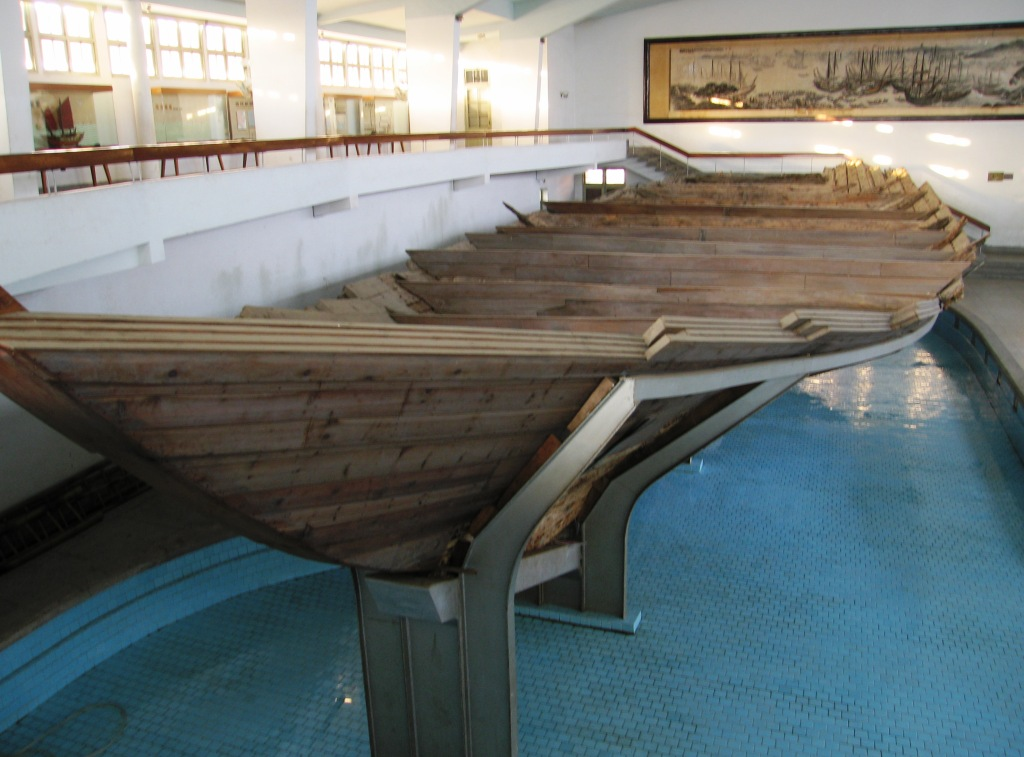
Szung (Song)-kori kínai dzsunka a 13. századból. A hajó vízvonal alatt raktere vízhatlan válaszfalakkal volt rekeszekre osztva

A korszak általános gazdasági, kereskedelmi virágzása kiterjedt a folyami és tengeri kereskedelemre és hajózásra is. A kor indiai nagyhatalmával, a tamil Csola Birodalommal tengeri kapcsolatok alakultak ki. A feljegyzések szerint 1028-ban és 1077-ben indiai küldöttségek érkeztek az Északi Szung (Song) császári udvarába. A Csola hatalmának hanyatlásával nagyobb tér nyílt a távolabbi kínai hajózás előtt is. A Szung (Song)-kori Kínában építették a világ legkorszerűbb hajóit, amiket exportálni is tudtak. A kor leggyorsabban fejlődő tengeri kikötője Csüancsou (Quanzhou) lett a mai Fucsien (Fujian) tartományban, ahol az indiaiak mellett arabok, perzsák, közel-keleti zsidók és nesztoriánus keresztények is élénk kereskedelmi tevékenységet folytattak. A helyi külkereskedelem túlnyomó része a muzulmánok kezében volt. A kikötői forgalom szabályozására a kínai kormányzat 1087-ben külön hivatalt hozott létre a városban. Ebben a multikulturális környezetben jó lehetőségeket kaptak a dinasztia külföldi származású alattvalói, mint például az arab vagy perzsa muzulmán származású Pu Soukeng (Pu Shougeng), aki 1250 és 1275 között a kantoni kereskedelmi hajózás császári biztosa volt. Pu Soukeng (Pu Shougeng) azzal nyerte el ezt a magas állást, hogy nagyban hozzájárult a kereskedelmet fojtogató kínai kalózok tevékenységének felszámolásához. Az állam tengerészeti hivatalok szerteágazó bürokratikus tevékenységet folytattak, megvizsgálták a beérkező árukat és vámot szedtek belőlük, intézték az állami monopólium alá tartozó termékek teljes forgalmát, engedélyeket adtak a többi áru kínai árusítására, ugyancsak az engedélyük volt szükséges a külföldi hajók számára a kikötők elhagyásához; emellett gondoskodtak a külföldi kereskedők elszállásolásáról, vendéglátásáról (és persze felügyeletükről).
Csüancsou (Quanzhou) gyors fejlődése mellett Kanton, a Tang-dinasztia legnagyobb tengeri kikötője sem vesztette el jelentőségét. Az arab hajósok és kereskedők ott is élénk forgalmat folytattak. Jelentős volt ebben a korban Hsziamen (Xiamen) kikötője is. A mai Kuangtung (Guangdong), Fucsien (Fujian) és Csöcsiang (Zhejiang) tartományok alkották a kor három nagy tengeri kapuját.

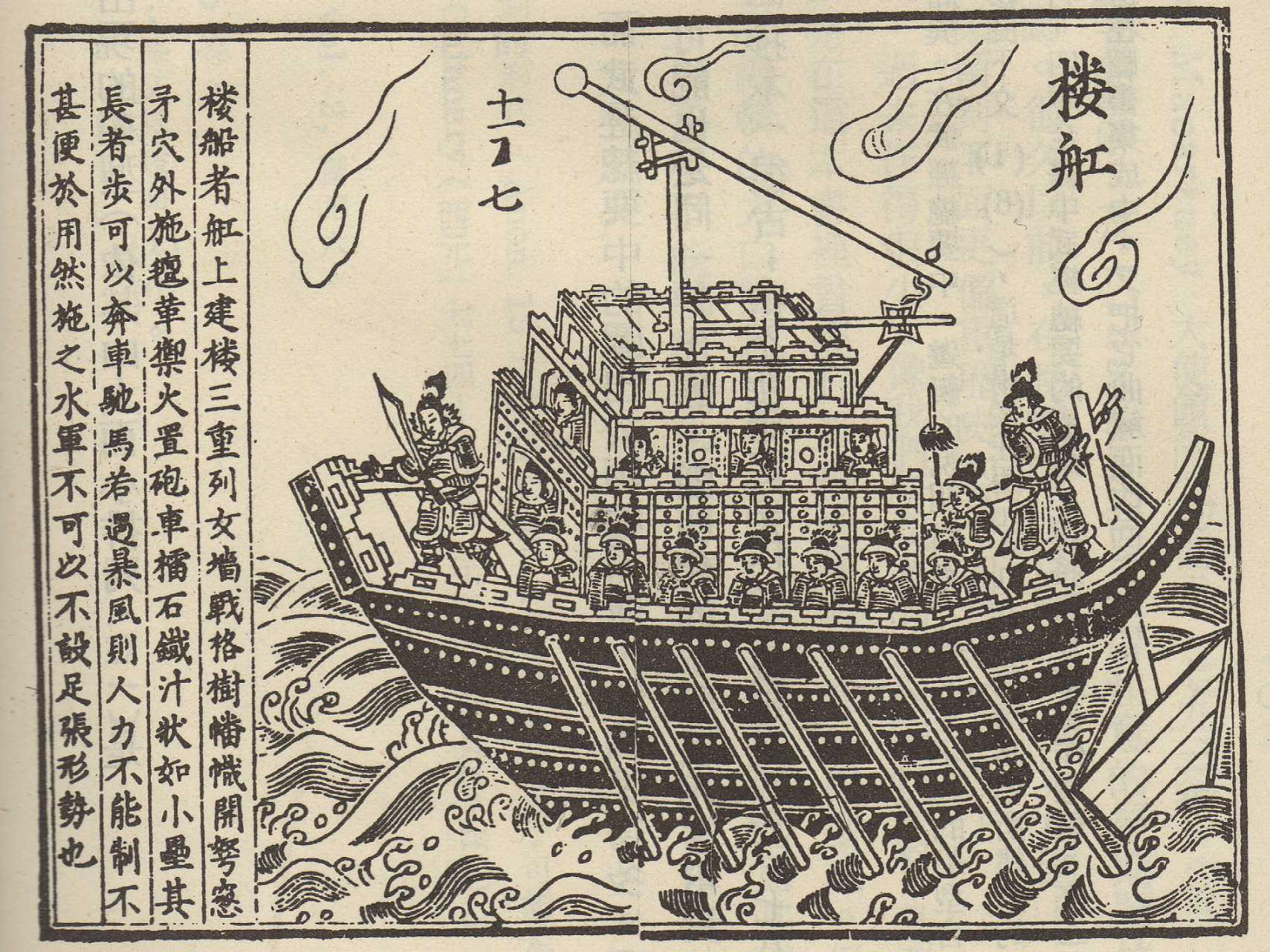
Kínai folyami hajó ábrázolása 1044-ből, a fedélzeten puskaporos bombák hajítására is alkalmas katapult

Miután a Szung (Song)-dinasztia székhelyét Hangcsou (Hangzhou)ba kellett menekíteni, tovább nőtt a tenger jelentősége az ország gazdasága számára. Az állam erőteljesen támogatta a hajóépítést és a kikötők fejlesztését, raktárak és világítótornyok emelését mind a nagy folyókon, mind pedig a tengerparton. A hajózást megkönnyítette az iránytű alkalmazása, és már a 11. században felismerték a mágneses és a földrajzi északi irány közötti eltérést is.
A hajózáshoz fűződő gazdasági érdekek védelmére a Szung (Song)-dinasztia megteremtette az állandó haditengerészetet. Kína már az Északi Szong idején kiépített megerősített kereskedelmi állomásokat a Fülöp-szigeteken. A kor tartományi hadseregei is rendelkeztek folyami hajózási egységekkel. De a Déli Szung (Song) hozta létre először formálisan a kínai admiralitást 1132-ben Tinghaj (Dinghai) városában.
Egy korabeli kínai stratéga írta 1131-ben, hogy a Déli Szung (Song)-dinasztiának a nagy folyókat és a tengert a saját Nagy Falának kell tekintenie, a hadihajókat pedig őrtoronynak. Az udvari adminisztráció meg is fogadta ezt a tanácsot, és a veszélyes északi ellenféllel szemben jól alkalmazta a vízi határok védelmének lehetőségeit. A hadihajórajok száma száz év alatt, a 12. század közepéig 11-ről 20-ra, a haditengerészek száma 3000-ről 52 000-re nőtt. Az 1161-es folyami csatákban a Jangcén 
340 kereskedelmi hajó is segítette a hadihajókat. Folyamatos volt a technikai fejlődés: 1129-ben a hadihajók alapfelszerelésének része lett a puskaporos bombák hajítására alkalmas gépezet, 1132 és 1183 között nagyszámú lapátkerekes hajót építettek, (a lapátkerekeket emberi erővel hajtották). 1203-tól néhány hajót már vaslemezekkel védtek. A hadihajók két évszázadon át értékes hozzájárulást jelentettek a birodalom védelméhez a dzsürcsi, majd mongol támadók ellen, mind a Jangcén, mind a tengeren.

## ASzung(Song)-kor kultúrája

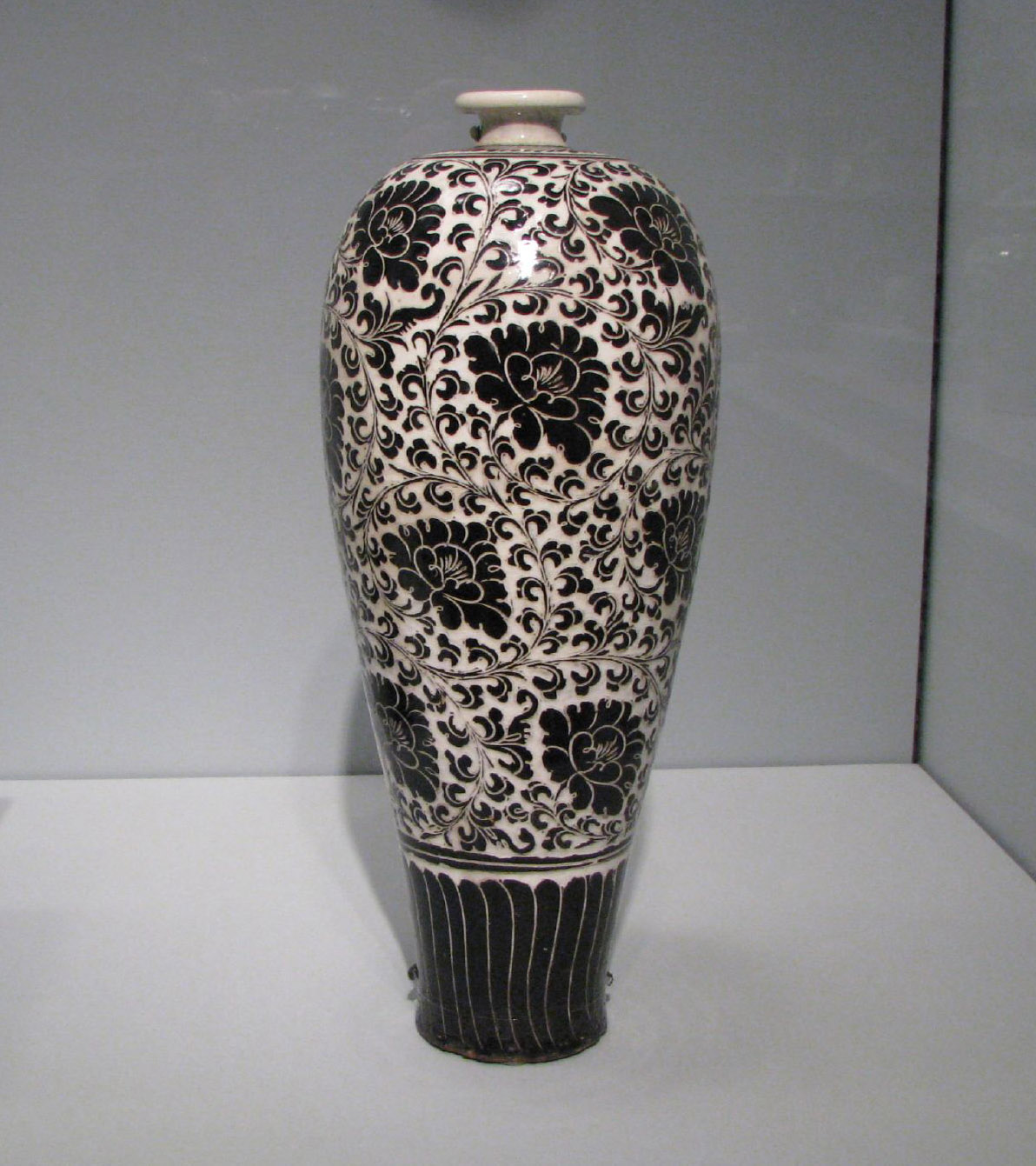
Szung-korabeli váza

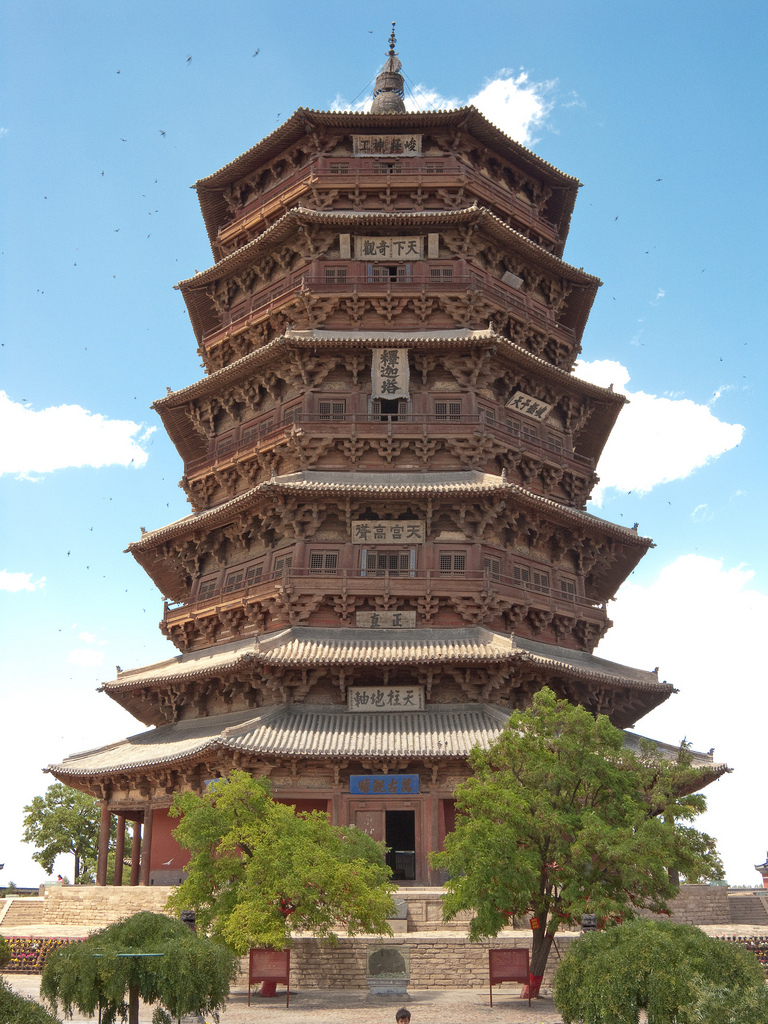
A Szung-korból származó Fokung (Fogong) pagoda Sanhszi (Shanxi) tartományban

A dinasztia gazdasági sikerei megteremtették az alapját a kulturális fellendülésnek is. Már 981-ben elkészült egy óriási enciklopédia, ami 1000 szekcióban foglalt össze korábbi könyvekből származó ismereteket. 1100-ban jelent meg az első építészeti szak-enciklopédia, utána pedig egy földrajzi. Ugyancsak az 1100-as évek elején fejeződött be a Császári Orvosi Enciklopédia, amit botanikai és zoológiai munkák követtek. A nyomtatott szakkönyvek terjedésére példa lehet, hogy 1273-ban két kiadásban is, 1500–1500 példányban megjelent A mezőgazdaság és a selyemhernyó-tenyésztés alapelemei című munka.
A kultúra iránti érdeklődés fellendülésének fontos jele volt a korábbi korszakok értékeinek, emlékeinek gyűjtése is, ami az európai reneszánszhoz is hasonlította kort. Megkezdődött a régi, különösen a Sang (Shang)-dinasztia korából származó bronz- és jádetárgyak, feliratok gyűjtése. A kor egyik neves költője és gyűjtője, Oujang Hsziu (Ouyang Xiu) bejárta az egész országot sziklafeliratok után kutatva, másolatokat készítve. Mintegy 1000 mappában tette közzé kutatásainak eredményeit.
A művészeti ágak közül a Szung (Song)-kor festészete a leghíresebb, számos alkotás maradt fenn. A leghíresebb műgyűjtő és alkotó maga Huj-cung (Huizong) császár volt. A gyűjteményét rendszerező katalógus 231 művész 6396 festményét tartalmazza a korát megelőző 900 évből. A császár maga is tehetséges festő volt. A kor szokásainak megfelelően számos régi festményt másolt le kitűnően. Maga leginkább madarakat szeretett festeni rendkívül részletes ábrázolásban, ami különösen művészi is lehet, amikor jól sikerül, de ellenkező esetben igen mesterkélt is. A császár azonban nem elégedett meg az alkotással, stílusát és elképzeléseit rákényszerítette a kor művészeire. Ha egy készülő kép nem tetszett neki, átfesttette a művésszel. Akadémiát alapított, művészi vizsgarendszert vezetett be a hivatalihoz hasonlóan, aminek fontos feladatai voltak a császár munkáinak másolása. Emiatt a mai kutatók számára szinte lehetetlen megállapítani, hogy mely fennmaradt művek az ő személyes alkotásai, melyek a másolatok.
Jelentős eredményeket ért el a kor irodalma, történetírása és filozófiája is. A Déli Szung (Song) korának nemzeti költői, különösen Lu Ju (Lu You) (1125–1210) és Hszin Csi-csi (Xin Qiji) munkásságukban aktív szerepet vállaltak a Csin-dinasztia (1115–1234) (Jin-dinasztia (1115–1234)) elleni politikai küzdelemben, mozgósításban. Maga Jüe Fej (Yue Fei) tábornok is sikeres költő volt.
A történetírásban kiemelkedő volt Sze-ma Kuang (Sima Guang) munkássága az Északi Szung (Song) idején. Ő Kína korábbi történetének átfogó ábrázolásán keresztül bevallottan a saját uralkodója számára kívánt hasznos tanácsokat adni. Sze-ma Kuang (Sima Guang) munkásságát folytatta a Déli Szung (Song) korában Li Tao (1115–1184) és Li Hszin-csuan (Li Xinchuan) (1166–1244).
Az i. e. 2. századtól a kínai császárság alapideológiájaként szolgáló konfucianizmus egyre inkább újraértelmezésre szorult. Az Északi Szung (Song) idején a Cseng testvérek (Cseng Hao (Cheng Hao) és Cseng Ji (Cheng Yi)) tettek sokat a neokonfucianizmus megteremtéséért, a taoizmus és a buddhizmus elemeinek felhasználásával. A Déli Szung (Song) idején ezt a munkát folytatók közül Csu Hszi (Zhu Xi) (1130–1200) volt a legnevesebb. Szerinte az értelem létrejötte megelőzte az anyagi világ kialakulását, és az értelem irányítja a tárgyi világot. Ami az embereket illeti, az értelem az ember természete, ami eredendően jó. A túlzott törekvés az anyagi javakra eltorzíthatja az emberi természetet, ennek elkerülése érdekében ragaszkodni kell az erkölcsi elvekhez (illetve a törvényekhez). Ezzel tanítása a fennálló rendszer szilárd támasza lett, kielégítve a tömegek transzcendencia iránti igényét is. Csen Liang (Chen Liang) és Je Si (Ye Shi) filozófusok, bár ugyancsak a neokonfucianizmus talaján álltak, materialista módon a gyakorlatból indultak ki, annak elsődlegességét hangsúlyozták.
A császári vizsgák rendszerét, amit még Vu kínai császár vezetett be az i. e. 2. században, a Szung (Song) idején általánossá tették. Ez előremutató volt, mert a társadalmi felemelkedést nem a származáshoz, hanem a tanuláshoz kötötte. A vizsgakövetelményekben igyekeztek helyet adni a gyakorlati ismereteknek is. A későbbi századok során azonban a vizsgák anyaga egyre inkább elszakadt a való élet igényeitől és így a gazdasági-társadalmi fejlődést hátráltató tényezővé vált.

## Fordítás
- Ez a szócikk részben vagy egészben a Song Dynasty című angol Wikipédia-szócikk ezen változatának fordításán alapul.  Az eredeti cikk szerkesztőit annak laptörténete sorolja fel. Ez a jelzés csupán a megfogalmazás eredetét és a szerzői jogokat jelzi, nem szolgál a cikkben szereplő információk forrásmegjelöléseként.
- Ez a szócikk részben vagy egészben a History of the Song Dynasty című angol Wikipédia-szócikk ezen változatának fordításán alapul.  Az eredeti cikk szerkesztőit annak laptörténete sorolja fel. Ez a jelzés csupán a megfogalmazás eredetét és a szerzői jogokat jelzi, nem szolgál a cikkben szereplő információk forrásmegjelöléseként.